# Trichosporon ovoides
Trichosporon ovoides är en svampart som beskrevs av Behrend 1890. Trichosporon ovoides ingår i släktet Trichosporon och familjen Trichosporonaceae.   Inga underarter finns listade i Catalogue of Life.